# Chionaema signa
Chionaema signa là một loài bướm đêm thuộc phân họ Arctiinae, họ Erebidae.